# Tricholomasäure
Tricholomasäure ist eine chemische Verbindung aus der Gruppe der nichtproteinogenen Aminosäuren.

## Eigenschaften
Tricholomasäure kommt natürlich im Pilz Tricholoma muscarium vor. Sie ist ein Analogon der L-Glutaminsäure. Tricholomasäure aktiviert Glutamat-Rezeptoren. Auf der Zunge aktiviert die Tricholomasäure den Glutamatrezeptor und erzeugt einen Umami-Geschmack.